# Raymond Desonay
Raymond Marie Léon Desonay (ur. 8 stycznia 1899 w Spa, zm. 20 stycznia 1988 w Rzymie) – belgijski skoczek do wody, uczestnik igrzysk olimpijskich w 1920, później karykaturzysta.
W 1920 na igrzyskach w Antwerpii wziął udział w skokach prostych do wody z wieży. Z wynikiem 129.0 zajął 7. miejsce w swojej grupie eliminacyjnej.
W późniejszych latach był karykaturzystą tworzącym pod pseudonimami Rig i Rigadin.